# 13 Tzameti
13 Tzameti è un film del 2005 diretto da Géla Babluani.
La pellicola, opera prima del regista georgiano Babluani, ha vinto nel 2006 il Gran Premio della Giuria al Sundance Film Festival e due premi al Festival di Venezia.

## Trama
Durante un lavoro in una villa, Sébastien, un giovane operaio, viene in possesso di una lettera: essa riporta alcune informazioni circa un lavoro ottimamente retribuito di una sola serata. Il ragazzo, attratto dal possibile guadagno, decide di seguire le indicazioni fornite dalla lettera che lo conducono in una casa isolata situata in un bosco. Varcata la porta, Sébastien si trova suo malgrado invischiato in una partita mortale di roulette russa, attorno a cui ruota un pericoloso giro di scommesse clandestine. Sébastien viene assalito dalla paura, ma tentare la fuga è impossibile; per uscire vivo da questa casa non ha altra scelta che partecipare al gioco, di cui lui è il 13º ed ultimo concorrente.

## Produzione

### Cast
Il protagonista è interpretato da George Babluani, fratello del regista. Nel film compaiono, in piccole parti, anche i loro genitori ed un cognato. Nel ruolo del padre di Sébastien fa un cameo l'attore Avtandil Makharadze, protagonista di Pentimento.

## Accoglienza

### Critica
- «Film spietato nella galleria dei personaggi, impietoso nella descrizione della corruzione e della ferocia umana, allucinante nella suspense», commento del dizionario Morandini che esalta anche «la potenza del montaggio» ed assegna al film tre stelle e mezzo su cinque di giudizio.[1]
- Rotten Tomatoes assegna al film un punteggio di 84%.[2]

## Riconoscimenti
- Gran Premio della Giuria al Sundance Film Festival 2006
- Luigi De Laurentiis Award e Netpac Award al Festival di Venezia 2006
- Prix Fassbinder a Géla Babluani agli European Film Awards nel 2006
- Nomination al Premio César nel 2007 per la migliore promessa maschile (George Babluani) e la migliore opera prima (Géla Babluani).

## Remake
È stato prodotto un remake statunitense di questo film, a colori e diretto nuovamente da Babluani. Il film non è un remake shot-for-shot, ma ci sono alcune modifiche alla sceneggiatura. Il titolo è 13 - Se perdi... muori e nel cast figurano Mickey Rourke, Ray Winstone, Jason Statham, Sam Riley e 50 Cent.